# Hatten (Oldenbourg)
Pour l’article homonyme, voir Hatten.
Hatten est une municipalité allemande du land de Basse-Saxe et l'arrondissement d'Oldenbourg.